# Торговець сном
Торговець сном (Sleep Dealer) — футуристичний науково-фантастичний фільм 2008 року режисера Алекса Рівери. Сценаристи Алекс Рівера і Девід Райкер. Виробництво компанії «Likely Story». Переможець кінофестивалю «Санденс» — приз імені Альфреда П. Слоуна і премія за кіносценарій імені Волдо Солта (2008)

## Про фільм
Найближче майбутнє. У світі, який позначений закритими кордонами, корпоративними воїнами та глобальною комп'ютерною мережею, троє незнайомців ризикують своїми життями, щоби з'єднатися, подолати бар'єри технологій і розкрити власні долі.
Реальність, яку дізнається Мемо, далека від того, що він собі уявляв. Прикордонна стіна припинила несанкціоновану іміграцію між Мексикою та США. Але робочих-мігрантів замінюють роботи, дистанційно керовані тим самим класом потенційних емігрантів.
Їхня життєва сила неминуче витрачається, і вони викидаються суспільством без медичної компенсації.

## Знімались
| Актор               | Роль         |
| ------------------- | ------------ |
| Луїс Фернандо Пенья | Мемо Круз    |
| Леонор Варела       | Луз Мартінес |
| Джейкоб Варгас      | Рубі Рамірес |
| Теноч Уерта         | Давид Круз   |